# Jan Kouwenberg
Johannes Matheus Kouwenberg (Zundert, 23 augustus 1919 - Sprundel, 28 februari 1998) was een Nederlands verzetsman, Engelandvaarder en fanatiek hockeyer.
Voor de Tweede Wereldoorlog had Jan Kouwenberg als volontair gewerkt op het gemeentesecretarie in Zundert. Het gezin bestond uit zijn ouders en twee broers. Na de meidagen van 1940 doken allen in het verzet. In 1943 zat Kouwenberg ondergedoken in Zoeterwoude. Hij deed veel illegaal werk en werd door de Duitsers gezocht. Van een pater die hij toevallig in de trein ontmoette, kreeg hij papieren van Organisation Todt. Zo kon hij vrij reizen.
Hij ging eerst naar Parijs en vandaar naar Lourdes. Met twee Franse gidsen stak hij de demarcatielijn bij Pau over. Hij had inmiddels gezelschap van twee joden en een dokter uit Zwolle. Hun schoenen waren niet berekend op een tocht door de Pyreneeën, maar ze haalden de grens en bereikten een hotelletje, waar ze konden bijkomen. Na enkele weken bereikten ze Madrid, waar ze op kosten van de ambassade vijf weken in een hotel verbleven.
Er zaten veel andere Nederlanders, en iedereen verveelde zich omdat ze niet verder konden reizen. Zo ontstond het idee om een hockeyelftal samen te stellen. Kouwenberg had in Heren 1 in Breda gezeten en verder waren er veel spelers uit de eerste klasse zoals de drie broers Reus, Jan Postma en Wim en Dik Esser (oud-international). De ambassade zorgde voor sticks, schoenen en rood-witte shirts. Het hockeyveld was van gravel, maar dat wende snel.
De hockeywedstrijden gaven afleiding maar de jongens wilden graag naar Engeland. Via de ambassade werd geregeld dat ze in Lissabon naar een toernooi mochten gaan. Het hele elftal en enkele supporters vertrokken per trein maar verlieten die zodra ze de grens over waren. Eerst bracht een andere trein hen naar Villa de Cossio Antonio en een Engelse mijnenveger bracht hen vandaar verder naar Gibraltar. Daar werden ze in Engelse uniformen gestoken en zo vierden ze in 1943 Kerstmis.
Begin januari kwam er een troepentransport langs. Kouwenberg werd aan boord genomen, oudejaarsavond werd aan boord gevierd en op 4 januari was hij in Liverpool. Diezelfde nacht reisde hij door naar Londen, waar hij zijn micro-filmpjes bij de Intelligence Service inleverde.
Op 28 februari 1998 overleed Kouwenberg op 78-jarige leeftijd in Sprundel.